# كيفن تيجي
كيفن تيجي (بالإنجليزية: Kevin Tighe)‏ هو ممثل أمريكي، ولد في 13 أغسطس 1944 بلوس أنجلوس في الولايات المتحدة.

## أعمال

### أفلام
- (1967) الخريج[4][5]
- (1990) 48 ساعة أخرى[6]
- (1992) نيوزيس
- (1993) ما الذي يضايق غيلبرت غريب
- (1994) رجال الحرب

### مسلسلات
- اكذب علي

## وصلات خارجية
- كيفن تيجي على موقع IMDb (الإنجليزية)
- كيفن تيجي على موقع ألو سيني (الفرنسية)
- كيفن تيجي على موقع تيرنر كلاسيك موفيز (الإنجليزية)
- كيفن تيجي على موقع أول موفي (الإنجليزية)
- كيفن تيجي على موقع قاعدة بيانات برودواي على الإنترنت (الإنجليزية)
- كيفن تيجي على موقع قاعدة بيانات الأفلام السويدية (السويدية)
- كيفن تيجي على موقع إن إن دي بي (الإنجليزية)
- كيفن تيجي على موقع قاعدة بيانات الفيلم (الإنجليزية)
- كيفن تيجي على موقع كينوبويسك (الروسية)